# Pseudococcus theobromae
Pseudococcus theobromae är en insektsart som först beskrevs av Douglas 1899.  Pseudococcus theobromae ingår i släktet Pseudococcus och familjen ullsköldlöss. Inga underarter finns listade i Catalogue of Life.